# 朗州
朗州，隋朝至北宋年间设置的州，治所在今湖南省常德市区。
隋文帝开皇九年（589年）改沅州置嵩州，十六年（596年）改嵩州置朗州，治所在武陵县（今湖南省常德市）。唐朝时，朗州曾改名为武陵郡。下辖武陵县（今湖南省常德市武陵区）、龙阳县（今湖南省汉寿县）。辖境相当今湖南省常德、桃源、汉寿、沅江等市县地。濒洞庭湖，唐兴修水利工程，溉田甚多。五代末周行逢割据湖南，曾以此为根据地。宋真宗大中祥符五年（1012年）改朗州为鼎州。
朗州刺史
- 房崱（武德年间）
- 程知节（637年）
- 刘弘基（637年）
- 夏侯绚（639年—648年）
- 元仁师（646年）
- 任怀玉（651年）
- 张臣合（656年—663年）
- 邓弘庆（龙朔年间）
- 骞基（唐高宗时）
- 胡处立（684年）
- 苏瓌（武周时）
- 李朴（武周时）
- 敬晖（706年）
- 郑某（唐中宗时）
- 李適之（开元年间）
- 李琎（739年）
- 田某（天宝年间）
- 李鷾（至德年间）
- 第五琦（762年—763年）
- 王翃（大历初年）
- 韦夏卿（770年）
- 胡叔清（772年）
- 李国清（775年—777年）
- 崔益（大历、建中年间）
- 崔何（贞元年间）
- 韦凛（贞元年间）
- 宇文宿（807年）
- 徐缜（811年—812年）
- 窦常（812年—815年）
- 韦辞（815年—817年）
- 韦乾度（817年）
- 李翱（820年—821年）
- 温造（821年—823年）
- 裴偃（大和年间）
- 韩述（大和年间）
- 崔某（832年—834年）
- 刘端夫（835年）
- 郭仲武（开成、会昌年间）
- 唐伸（会昌年间）
- 刘濛（大中初年）
- 李讷（855年—856年）
- 薛廷望（咸通初年）
- 謇宗儒（870年）
- 元虚受（咸通年间）
- 张某（咸通、乾符年间）
- 郑洿（乾符年间）
- 段彦谟（880年）
- 崔翥（881年）
- 雷满（881年—901年）
- 雷彦威（901年—904年）
- 雷彦恭（904年—907年）
- 裴喻
- 李众甫[3]